# Ostrița, Ruse
Ostrița (în bulgară Острица) este un sat în comuna Dve Moghili, regiunea Ruse,  Bulgaria. 

## Demografie
Componența etnică a satului Ostrița
     Bulgari (91,81%)
     Nicio identificare (8,18%)
     Altele (0%)
La recensământul din 2011, populația satului Ostrița era de 281 locuitori. Din punct de vedere etnic, majoritatea locuitorilor (91,81%) erau bulgari. Pentru 8,18% din locuitori nu este cunoscută apartenența etnică.